# Герб Шарковщины
Герб Шарковщины — герб городского поселения Шарковщина и Шарковщинского района Витебской области Белоруссии. Принят в 2006 году.

## Описание и символика
Описание герба:
Герб Шарковщины представляет собой изображение в серебряном поле испанского щита каменной стены натурального цвета с тремя зубцами вверху и аркой внизу. В верхней части поля две ветки брусники, а в арке одна ветка брусники с семью красными ягодами и зелёными листьями на каждой
Автор герба М.М. Елинская, художник А.В. Левчик.
Шарковщинский район располагается в Дисненской низменности, для которой характерна особая заболоченность. Там произрастает большое количество брусники, клюквы, голубики, черники и других дикорастущих ягод.
Изображение кирпичной стены на гербе Шарковщины  объясняется обилием в данной местности глины, с которой, по одной из версий, связано происхождение названия городского поселка: в дождливую погоду из-за глинистой почвы люди были вынуждены ходить шаркая.

## История
Первоначальный вариант герба предполагал использование родового герба «Слеповрон» первых владельцев Шарковщины Зеновичей, одним из элементов которого является обращенный вправо чёрный ворон с золотым перстнем в клюве. Однако Совет депутатов поддержал разработчиков в необходимости поиска такого городского символа, который бы в наибольшей степени отражал менталитет горожан и был понятен и доступен каждому. Современная символика утверждена указом Президента Республики Беларусь от 20 января 2006 года № 36.